# 샤자다 다우드
샤자다 다우드(우르두어: شہزادہ داؤد, 영어: Shahzada Dawood, 1975년 2월 12일~2023년 6월 18일)는 파키스탄의 사업가이자 자선가였다.
다우드와 그의 19살 된 아들 술레만, 그리고 잠수정 타이탄에 타고 있던 다른 세 명은 타이타닉의 난파를 보기 위한 관광 탐험대에서 폭발했을 때 사망했다.

## 어린 시절
다우드는 1975년 2월 12일 파키스탄 라왈핀디에서 후세인 다우드의 아들로 태어났다. 그의 자매들은 아즈메 다우드와 자선가 사브리나 다우드였다. 그의 형은 사마드 다우드였다. 그의 친할아버지 아흐메드 다우드는 가족 사업인 다우드 그룹을 설립한 저명한 메몬 기업가였다. 샤자다는 버킹엄 대학교에서 LLB 학위를, 필라델피아 대학교(현재의 토머스 제퍼슨 대학교)에서 글로벌 섬유 마케팅 석사 학위를 받았다.

## 개인 생활
샤자다 다우드는 독일계 여성 크리스틴 다우드와 결혼했다. 그들은 함께 두 아이를 낳았다.
다우드는 2016년에 개인 투자자 프로그램을 통해 몰타 시민이 되었다.
언론 보도에 따르면 다우드는 자연 서식지와 재생 가능한 에너지를 조사하는 데 큰 관심을 가지고 있었다. 그는 "사진 애호가"로 묘사되었는데, 특히 야생동물 사진과 다양한 자연 서식지를 탐험하는 것에 열정적이었다.

## 타이탄 원정 및 사망
다우드와 그의 가족은 런던에 있는 그들의 거주지를 떠나 한 달 동안 캐나다로 여행을 떠났다. 과학과 발견에 대한 오랜 열정을 가진 타이타닉 애호가인 샤자다는 1912년 빙산에 부딪혀 침몰한 타이타닉호의 잔해를 보기 위해 타이탄 잠수정을 타기 위해 아버지의 날 주말에 자신과 그의 아내를 위해 표를 예매했다. 그의 아내는 나중에 그 부부의 19세 아들인 술레만에게 티켓을 주었다. 술레만은 그들이 잔해를 볼 수 있기를 간절히 바라고 있었다. 이 잠수는 여행자들을 3,800 미터 (12,500 피트)의 깊이로 이끌 것으로 예상되었으며, 2023년 6월 18일 아침에 시작되어 8시간 동안 진행될 것으로 예상되었다. 타이탄은 하강을 시작한 지 약 1시간 45분 만에 지상선 MV 폴라 프린스와 연락이 두절되었다. 수색 및 구조 임무에는 미국, 캐나다, 프랑스의 물과 항공 지원이 포함되었다.
2023년 6월 22일, 미국 해안경비대는 타이타닉호의 뱃머리에서 500m 떨어진 곳에서 "파국적인 압력실 손실과 일치하는" 잔해를 발견했다고 확인했고, 타이탄호에 탑승한 다우드와 그의 아들 술레만, 그리고 해미시 하딩, 폴앙리 나르졸레가 발견되었다고 결론지었다, 오션게이트의 최고경영자인 스톡턴 러시는 모두 즉사했다.